# Moulin de la Tour (Ivry-sur-Seine)
Le moulin de la Tour est un moulin à vent situé sur le territoire de la commune d'Ivry-sur-Seine, place du 8 mai 1945, à l'angle de la rue Paul-Bert, de la rue Barbès. 

## Historique

### Une origine médiévale?
L'origine du Moulin de la Tour n'est pas exactement connue, des pierres visibles à l'intérieur du bâtiment portent en inscription les dates 1415 et 1680. C'est au cours de cette dernière année que Claude Bosc, conseiller du roi de France, acquiert le moulin, lequel est rattaché à la Seigneurie d'Ivry. « Le premier propriétaire connu remonte à 1674 mais la bâtisse pourrait dater du Moyen Âge ». 
Au début du XVIIIe siècle, le Moulin de la Tour apparaît sur deux cartes : la carte des chasses royales en 1730 et celle de l'abbé de la Grive en 1740. Ce moulin banal est attaché à la seigneurie d'Ivry et de Saint-Fraimbourg. En 1703, il appartenait à Henri-Camille, marquis de Beringhen. 
Il est mentionné dans un acte d'adjudication en 1680, puis sur la carte des chasses royales de 1765, date à laquelle il vendu à Charles Mortier, meunier

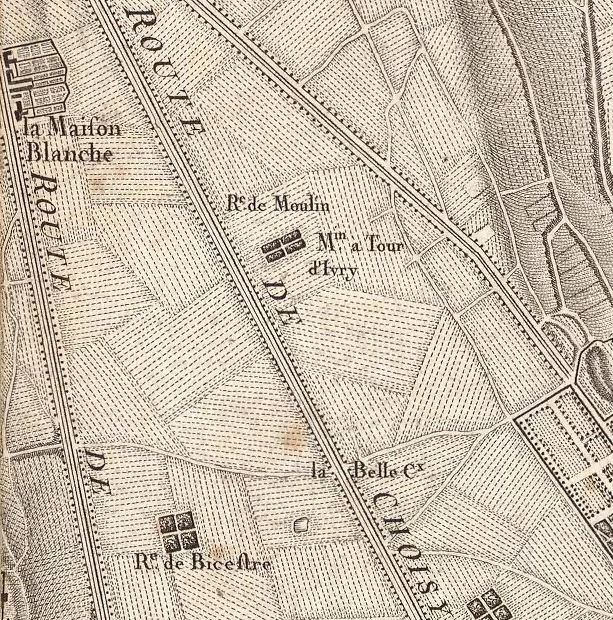
Carte des Chasses du Roi, XVIIIe siècle

### L'abandon du moulin au XIXe siècle
Au cours du XIXe siècle, les progrès de l'industrie provoquent la diminution progressive de l'utilisation des moulins à vent. Celui d'Ivry a cessé d'alimenter en farine la commune, vers 1830. Il est alors abandonné et se dégrade. La meunerie n'y étant plus exercée, le bâtiment est occupé par des vanniers, puis sert de réserve de foin.

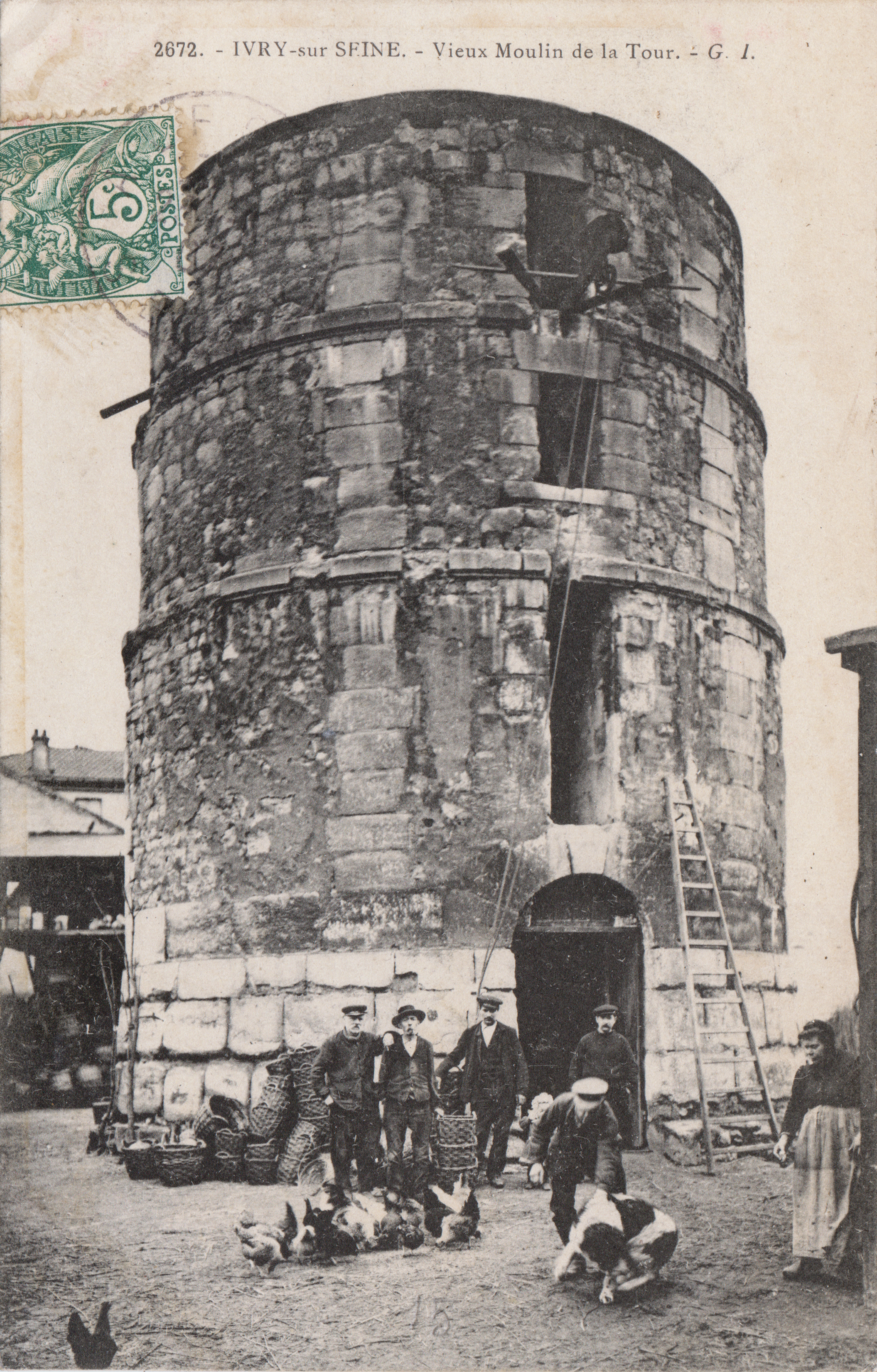
Le moulin au début du XXe siècle

### Le moulin déplacé et restauré à la fin du XXe siècle
Dans les années 1960, le moulin est utilisé comme dépôt d'hydrocarbures. Délabré, ayant perdu ses ailes, il était menacé de démolition. 
En 1975, face à la menace d'un projet de construction immobilière, le moulin est sauvegardé par la municipalité et par une association. 
Les travaux de restauration commencent dès 1976 par le déplacement du moulin de 35 mètres sur vérins hydrauliques, 6 mai 1976. Le chantier est colossal, le poids de la tour en effet estimé à 315 tonnes. En 1981 a lieu la pose du toit et des ailes. Le chantier se clôt en 1991 avec la finalisation de l'installation du mécanisme de meunerie et du système permettant d'orienter la toiture en fonction du vent. La ville, après restauration, l'ouvrit aux visites le troisième samedi du mois, de 15 à 18 heures. 
Il est aujourd'hui le seul moulin à vent du Val-de-Marne et est inscrit depuis 1979, à l'inventaire des monuments historiques. 